# Veliki komet iz leta 1132
Véliki komet iz leta 1132 (oznaka C/1132 T1) je komet, ki so ga opazili 5. oktobra leta 1132 .
Nazadnje so ga videli 9. oktobra leta 1132.
Opazovali so ga lahko samo 4 dni. Njegova tirnica je bila parabolična, njen naklon pa 106,3°. Prisončje se je nahajalo na oddaljenosti 0,736 a.e. od Sonca.  Skozi prisončje je letel 30. avgusta 1132 .